# Wiera Panowa
Wiera Fiodorowna Panowa, ros. Вера Фёдоровна Панова (ur. 7 marca?/20 marca 1905 w Rostowie nad Donem, zm. 3 marca 1973 w Leningradzie) – rosyjska pisarka radziecka.

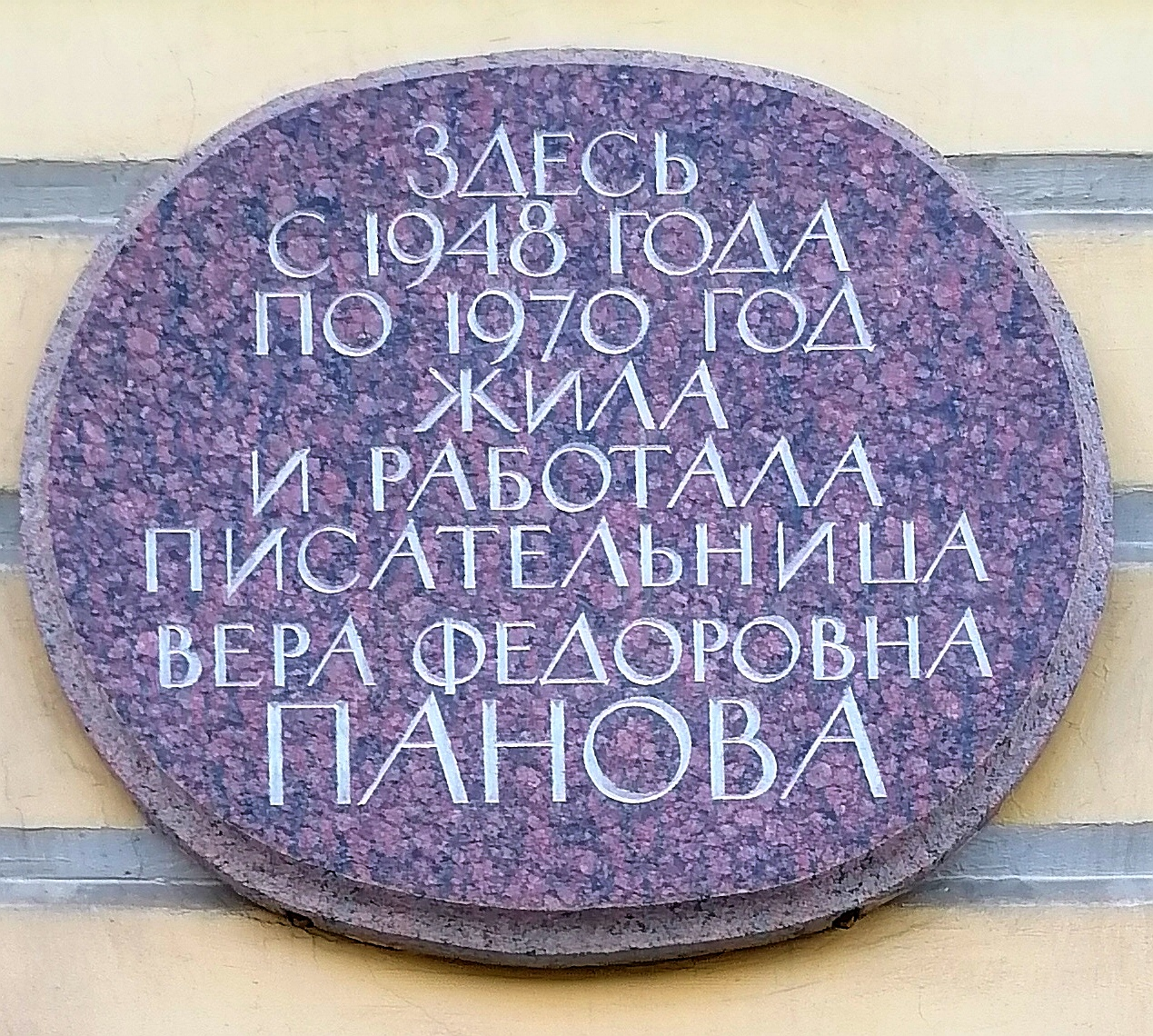
Tablica pamiątkowa na domu w Petersburgu

## Życiorys
We wczesnym dzieciństwie straciła ojca, była samoukiem. Od młodości pisała wiersze. W wieku 17 lat zaczęła pracować w redakcji gazety "Trudowoj Don", od 1926 pod pseudonimem pisała felietony, współpracując m.in. z gazetą "Sowietskij Jug". W latach 30. pracowała w dziecięcych gazetach i pismach w Rostowie, w 1940 przeniosła się do Leningradu, skąd po ataku Niemiec na ZSRR została ewakuowana do Permu, gdzie pracowała w tamtejszym radiu i gazetach. W 1945 napisała swoją pierwszą powieść, Siemja Pirożkowych, wydaną w nowej redakcji z 1959 pod tytułem Jewdokija. W 1947 opublikowała powieść Krużylicha, w 1949 Jasnyj bierieg, w 1955 opowiadanie Sierioża (wyd. pol. 1956), w 1958 Powieść sentymentalną (wyd. pol. 1959) opartą na motywach autobiograficznych, a w 1966 cykl opowieści historycznych Liki na zarie. Była laureatką Nagrody Stalinowskiej. W 1965 odznaczona została Orderem Czerwonego Sztandaru Pracy.

## Powieści
- Krużylicha, tłum. Jerzy Brzęczkowski
- Sierioża. Parę zdarzeń z życia malutkiego chłopczyka, tłum. Janina Dziarnowska
- Powieść sentymentalna, tłum. Janina Dziarnowska

## Dramaty
- Zawieja

## Ekranizacje
- Romans sentymentalny (film 1976)

## Nagrody
- 1947, 1948, 1950 – Nagroda Stalinowska